# Пинчуань
Пинчуа́нь (кит. упр. 平川, пиньинь Píngchuān) — район городского подчинения городского округа Байинь провинции Ганьсу (КНР). Район назван по протекающей в его центральной части реке Ханьпинчуань.

## История
Исторически эти места входили в состав уезда Цзинъюань. В 1936 году во время Великого похода сюда пришла Красная армия, установив в этих местах рабоче-крестьянскую власть.
14 мая 1985 года постановлением Госсовета КНР был образован городской округ Байинь, в который, в частности, вошёл и уезд Цзинъюань; один посёлок и 5 волостей уезда были выделены в отдельную административную единицу, ставшую районом Пинчуань.

## Административное деление
Район делится на 4 уличных комитета, 4 посёлка и 3 волости.